# Maria Pavlovna da Rússia (Maria de Meclemburgo-Schwerin)
Maria Pavlovna da Rússia (em russo: Мария Павловна; Ludwigslust, 14 de maio de 1854 – Contrexéville, 6 de setembro de 1920) foi uma grã-duquesa russa pelo seu casamento com o grão-duque Vladimir Alexandrovich da Rússia, filho do czar Alexandre II da Rússia. Conhecida por ser uma proeminente anfitriã em São Petersburgo, ficou para a história da família imperial russa como “a mais grandiosa das grã-duquesas”.
Nascida uma duquesa alemã de nome Maria de Meclemburgo-Schwerin, era filha do Grão-Duque de Meclemburgo-Schwerin. Após seu casamento, e consequente conversão do luteranismo para a Igreja Ortodoxa Russa, alterou o nome para "Maria Pavlovna". Conseguiu fugir da Rússia quando da Revolução de 1917 e morreu no exílio na França.

## Nascimento e família
Maria Alexandrina Isabel Leonor de Meclemburgo-Schwerin nasceu no grão-ducado da Casa de Meclemburgo, filha do grão-duque Frederico Francisco II de Meclemburgo-Schwerin e da sua primeira esposa, a princesa Augusta Matilde Guilhermina de Reuss. Tinha oito anos de idade quando a sua mãe morreu em 1862. O seu pai viria a casar-se mais duas vezes.

## Casamento

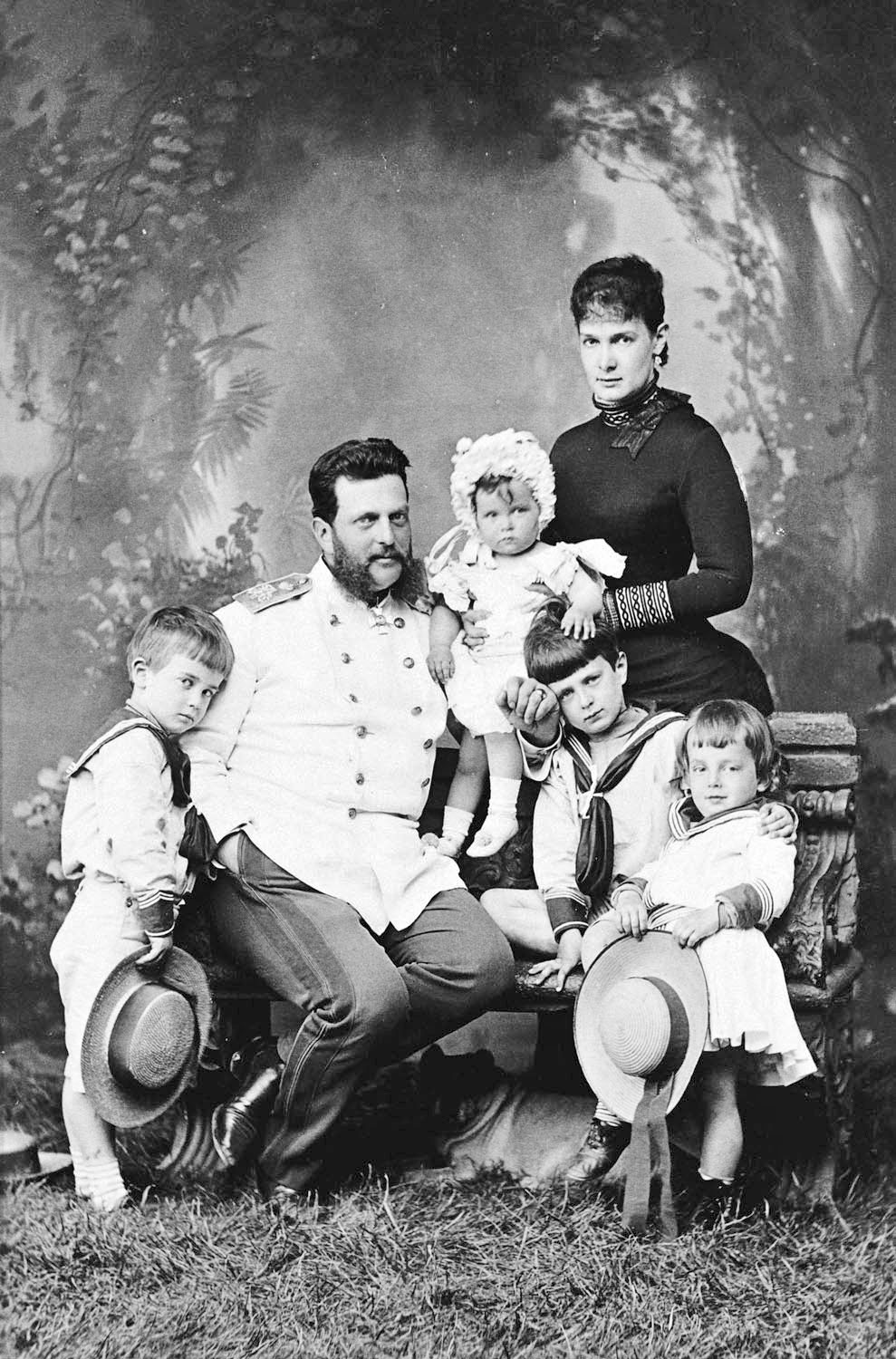
Maria junto a sua família

Maria casou-se com o terceiro filho do czar Alexandre II da Rússia, o grão-duque Vladimir Alexandrovich da Rússia no dia 28 de agosto de 1874. Tinha já sido noiva de um parente afastado, mas acabou a sua relação assim que conheceu Vladimir. O casal precisou de mais três anos para ter autorização para casar. Criada na religião luterana, Maria recusou-se, a princípio, a converter-se à Igreja Ortodoxa Russa.
O czar Alexandre II concordou finalmente em deixar o seu filho casar-se mesmo sem a sua noiva se converter. Após o seu casamento, Maria adoptou o nome de Maria Pavlovna da Rússia, aquele pelo qual é mais conhecida. A nova grã-duquesa permaneceu Luterana durante grande parte do seu casamento, mas decidiu finalmente converter-se à Igreja Ortodoxa Russa quando o seu filho mais velho, Cyril, se posicionou em terceiro lugar na linha de sucessão, uma vez que a adopção da religião da monarquia lhe daria mais hipóteses de subir ao trono.
Do seu casamento com o grão-duque Vladimir Alexandrovich da Rússia nasceram os seguintes filhos:
1. Alexandre Vladimirovich da Rússia (31 de agosto de 1875 – 16 de março de 1877), morreu aos dezanove meses de idade.
2. Cyrill Vladimirovich (12 de outubro de 1876 – 12 de outubro de 1938), casado com a princesa Vitória Melita de Saxe-Coburgo-Gota; com descendência.
3. Boris Vladimirovich (24 de novembro de 1877 – 9 de novembro de 1943), casado com Zinaida Sergeievna Rashevskaya; sem descendência legitima.
4. André Vladimirovich (14 de maio de 1879 – 30 de outubro de 1956), casado com Matilde Kschessinskaya; sem descendência legitima.
5. Helena Vladimirovna (17 de janeiro de 1882 – 13 de março de 1957), casada com o príncipe Nicolau da Grécia e Dinamarca; com descendência.

Todos os filhos de Maria nasceram no Palácio de Catarina em Czarskoe Selo, excepto o seu filho Boris que nasceu em São Petersburgo. O filho mais velho de Maria, o Cyrill Vladimirovich da Rússia, casou-se, em 1905, com a sua prima direita, a princesa Vitória Melita de Saxe-Coburgo-Gota, filha da irmã de Vladimir, Maria Alexandrovna da Rússia. Este casamento não foi autorizado pelo czar Nicolau II da Rússia e Cyril perdeu todos os seus títulos imperiais.
O tratamento que o seu filho recebeu criou um conflito entre a família Vladimirovich e o czar. No final acabaram por ser os Vladimirovich a sair vencedores, uma vez que, ao longo que os membros mais velhos da família iam morrendo, Cyril foi-se aproximando cada vez mais do trono e, quando chegou ao terceiro lugar, Nicolau II concordou em restituir a posição do seu primo e deu o título de Grã-duquesa à sua esposa Vitória.

## Vida na Rússia

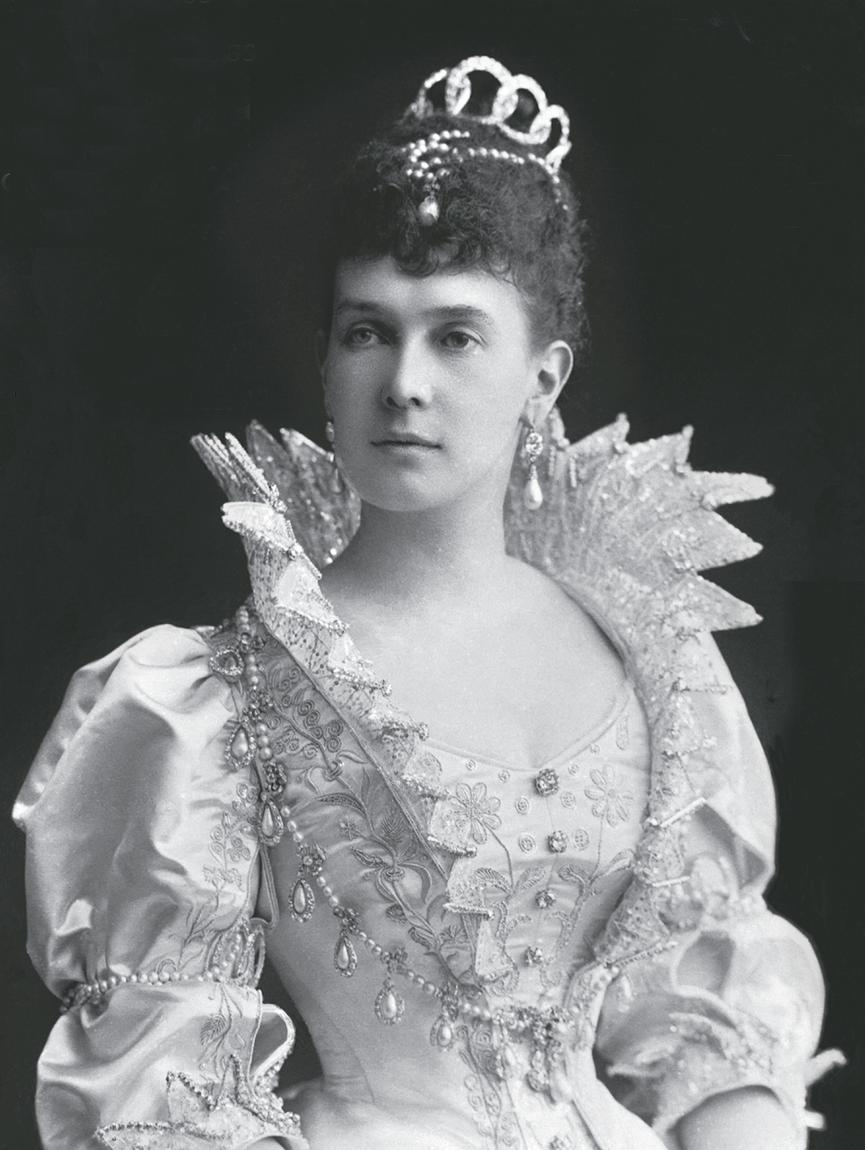
Grã-duquesa Maria Pavlovna

Maria Pavlovna adaptou-se bem ao esplendor e à riqueza de São Petersburgo e não demorou muito a tornar-se o centro dos círculos mais elegantes. Todos aqueles que não eram aceites na corte imperial, mais tradicional, viravam-se naturalmente para ela. Maria gostava de ser o centro das atenções. Uma mulher com um charme infinito, tinha como principal talento guiar e aconselhar qualquer pessoa mais nova ou com menos experiência do que ela. Teria sido uma imperatriz magnifica, mas a sua personalidade fazia com que não conseguisse contentar-se com o segundo lugar mais importante para uma mulher na Rússia. Foi rival da sua cunhada Maria Feodorovna desde o início.
A rivalidade entre as cunhadas Maria Feodorovna, czarina-viúva, e a grã-duquesa Maria Pavlovna, manteve-se ao longo do reinado de Nicolau II. Na altura, aquilo que nunca tinha sido mais do que um rancor trivial entre duas mulheres muito confiantes e muito bem posicionadas, sem que nenhuma das duas quisesse realmente magoar a outra, tornou-se uma fonte de verdadeira divisão. Alexandra, a jovem czarina, viu-se no meio destas duas mulheres que podiam ter sido mais úteis se a tivessem ajudado a enfrentar os desafios do seu novo papel. Incapaz de se sentir à vontade junto da sua sogra, Alexandra também rejeitou as tentativas de Maria Pavlovna de assumir o controle, o que criou um ressentimento duradouro.

## Revolução Russa

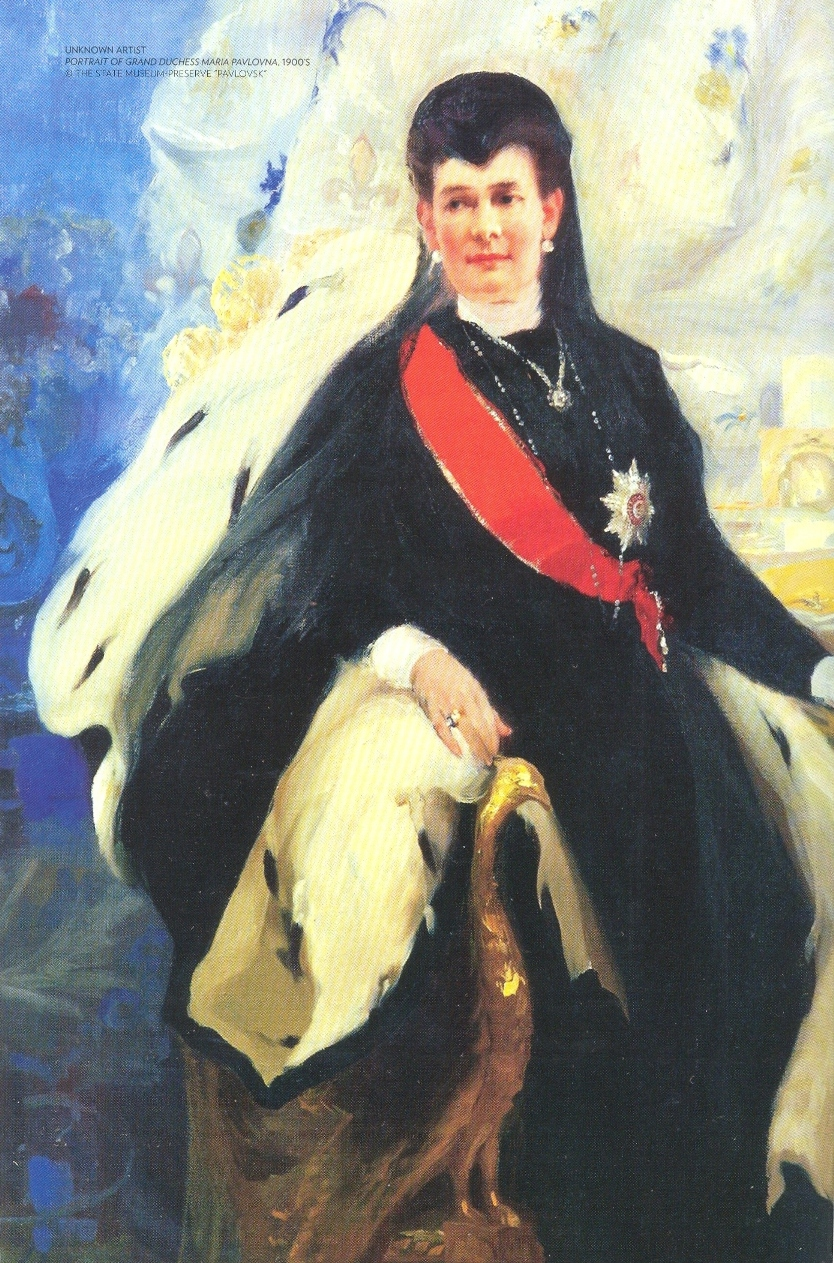
Retrato da grã-duquesa Maria Pavlovna já viúva, por Emil Wiesel

A grã-duquesa odiava o czar e, especialmente a sua esposa Alexandra que considerava culpada pelo declínio da dinastia. Nas conversas animadas que dominavam os seus jantares e festas, criticas e escorno ao casal imperial eram temas frequentes. A grã-duquesa nunca se esquecia que depois do czarevich, que estava doente, e do irmão do czar, que estava casado com uma plebeia, o próximo na linha de sucessão era o seu filho Cyril.
Rodzianko, presidente da Duma Imperial, sentiu o gosto desta amargura e da conspiração crescente entre os membros da família Romanov quando, em janeiro de 1917, foi convidado com urgência a almoçar no Palácio de Vladimir. Depois do almoço, escreveu ele, a grã-duquesa começou a falar do estado do país no geral, da incompetência do governo, de Protopopov e da imperatriz. Fez referência ao nome desta última e começou a ficar cada vez mais entusiasmada, falando da sua influência nefasta e na interferência que tinha em tudo e disse que estava a destruir o país, que era a causa do perigo que ameaçava o imperador e o resto da família imperial, que estas condições já não eram toleráveis, que algo tinha de mudar, algo tinha de ser feito, retirado, destruído… Desejando compreender melhor o que ela queria dizer, Rodzianko perguntou o que queria Maria dizer com "removido", ao que a grã-duquesa respondeu que a Duma tinha de fazer alguma coisa e que "ela" tinha de ser aniquilada. Quando perguntou a quem se referia, Maria Pavlovna respondeu: A imperatriz! Chocado, Rodzianko disse-lhe: Vossa, Alteza, permita-me que finja que esta conversa nunca aconteceu, porque se a senhora se está a dirigir a mim na qualidade de presidente da Duma, o meu juramento de lealdade obriga-me a que vá falar imediatamente com Sua Mjestade Imperial para o informar de que a grã-duquesa Maria Pavlovna me acabou de dizer que a imperatriz deve ser aniquilada.
Havia também rumores de que Maria, os seus filhos e outros membros da família estavam a planear um golpe que ficaria conhecido como o "Golpe dos Grão-Duques" que tinha como objectivo derrubar Nicolau II e colocar o grão-duque Cyril Vladimirovich no trono.

## Fuga da Rússia
A grã-duquesa foi a última Romanov a escapar da Rússia após a Revolução Russa de 1917 e a primeira a morrer durante o exílio. Maria permaneceu na conturbada região do Cáucaso com os seus dois filhos mais novos entre 1917 e 1918, ainda na esperança de ver o seu filho Cyril subir ao trono. Quando os bolcheviques se aproximaram, o grupo escapou a bordo de um barco de pesca para Anapa, uma cidade costeira do mar Negro em 1918 onde permaneceria por mais dezoito meses, recusando juntar-se ao seu filho Boris quando ele abandonou o país.
Quando apareceu a oportunidade de escapar por Constantinopla, continuou a recusar abandonar o país temendo que o seu filho perdesse o trono. Foi apenas quando o general do Exército Branco a informou que o seu lado estava a perder a Guerra Civil que Maria, o seu filho André, a sua amante e o filho de ambos, Vladimir, embarcaram num navio italiano com destino a Veneza no dia 13 de fevereiro de 1920.

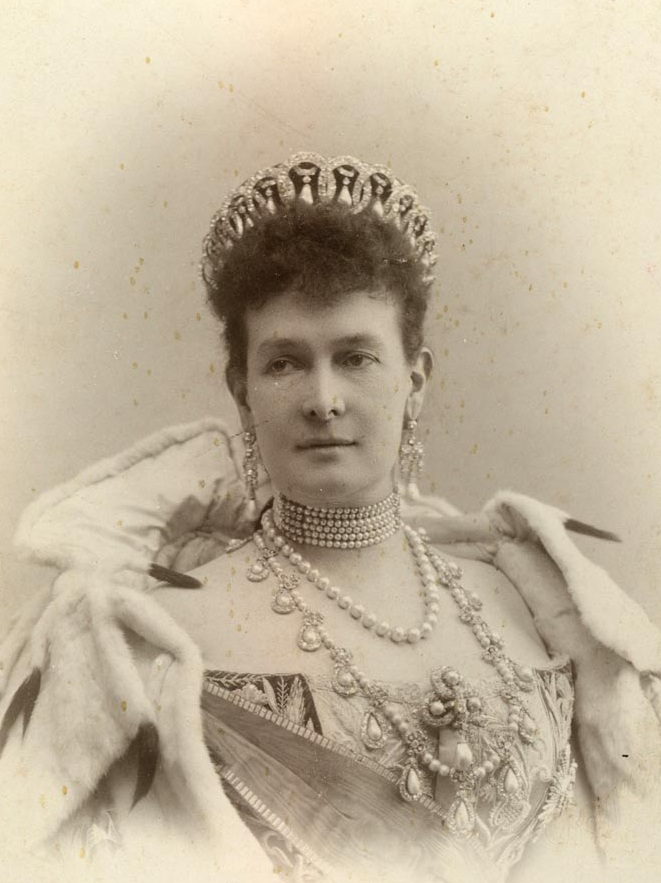
Maria Pavlovna

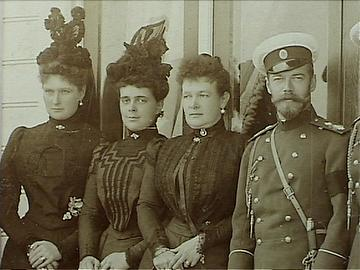
Maria (3.ª esq.) junto a filha Helena e os últimos czares da Rússia, executados após a Revolução de Outubro

A grã-duquesa Olga Alexandrovna, sobrinha de Maria e irmã do czar, encontrou-se com ela no porto de Novorossik no início desse ano e disse sobre esse encontro: Sem dar importância ao perigo e adversidades, continuava a manter teimosamente todos os rigores do esplendor e glória do passado. E, de alguma forma, aguentou tudo. Quando mesmo os generais se achavam sortudos por encontrar uma carroça e um trapo velho que os levasse para um lugar seguro, a tia Miechen preferiu fazer a longa viagem no seu próprio comboio. Tinha um aspecto descuidado, é verdade, mas continuava a ser dela. Pela primeira vez na minha vida gostei de lhe dar um beijo.
Maria Pavlovna foi de Veneza para a Suíça e depois para França, onde a sua saúde se começou a deteriorar. Morreu na sua villa (actualmente o Hotel La Souveraine) a 6 de setembro de 1920, com sessenta-e-seis anos e rodeava pela família. Com a ajuda de um amigo da família, a sua colecção de jóias renovada foi retirada às escondidas da Rússia dentro da mala de um diplomata. Quando morreu, a famosa colecção foi dividida entre os seus filhos. O grão-duque Boris ficou com as esmeraldas, o grão-duque Cyril com as pérolas, o grão-duque André com os rubis e a sua única filha, Helena, ficou com os diamantes. Esta era uma das colecções de joias mais magnífica da História. Tinha um conjunto de esmeraldas que mais tarde pertenceriam a Barbara Hutton e Elizabeth Taylor (o colar Bulgari que foi vendido em leilão em dezembro de 2011). Havia uma esmeralda de 100 quilates que tinha recebido do seu sogro quando se casou e que tinha já pertencido à imperatriz Catarina II da Rússia e outra esmeralda de 28,90 quilates que tinha comprado em Boucheron. A sua tiara de pérolas aberta com pérolas em forma de lágrimas pertence actualmente à rainha Isabel II do Reino Unido. Outra peça importante da colecção era a tiara de safiras kokoshnik feita por Louis Cartier em 1909 juntamente com o seu conjunto de safiras. Esta peça foi adquirida pela rainha Maria da Jugoslávia que a usou na sua coroação em 1922. As grã-duquesas compraram muitas joias a Cartier e eram as suas melhores clientes. Maria chegou mesmo a persuadir o joelheiro para abrir uma loja em São Petersburgo durante a época de inverno de 1909, pouco antes da Primeira Guerra Mundial.